# Bruno Grassi
Bruno Medeiros Grassi, mais conhecido como Bruno Grassi, (Tubarão, 5 de março de 1987), é um futebolista brasileiro que atua como goleiro. Atualmente, defende o Al-Ain.

## Carreira

### Marítimo
Revelado pelo Internacional, Bruno Grassi se transferiu para o Marítimo, de Portugal, em 2008, mas disputou uma única partida pela equipe da Madeira.

### Tourizense
Sem espaço no Marítimo, transferiu-se para o modesto Tourizense, também de Portugal, equipe da Segunda Divisão B.

### Concórdia
Em 2011, transferiu-se para o Concórdia, onde conquistou o acesso à primeira divisão do Campeonato Catarinense.

### Ypiranga
Em 2011, transferiu-se para o Ypiranga de Erechim, para a disputa da Série A do Campeonato Gaúcho.

### São Paulo-RS
Em 2012, jogou pelo São Paulo-RS, da cidade do Rio Grande.

### Passo Fundo
Jogou pelo Passo Fundo, onde foi campeão da Campeonato da Região Serrana em 2013.
Águia de Marabá
Em 2014, jogou pelo Águia de Marabá para a disputa do Campeonato Paraense e a Série C.

### Cruzeiro-RS
Jogou o Gauchão de 2015 pelo Cruzeiro-RS. Teve grande destaque na equipe esse ano, tendo sido eleito o melhor goleiro do campeonato e feito parte da Seleção do Campeonato Gaúcho de 2015.

### Grêmio
Após de destacar no Campeonato Gaúcho, foi contratado pelo Grêmio em 22 de abril de 2015, por duas temporadas. No início teve poucas oportunidades no elenco, pois era apenas o terceiro goleiro, mas depois que Roger Machado assumiu como técnico do Grêmio, Bruno passou a ter mais chances, e depois de fazer boas exibições, fixou-se por todo o ano de 2016 como reserva imediato de Marcelo Grohe.
Em 2017, Bruno não repetiu as boas atuações dos anos anteriores, o que fez a direção do Grêmio buscar o goleiro Paulo Victor, do Flamengo, para ser o reserva de Grohe. Mesmo tendo novamente voltado a ser a terceira opção do gol do Grêmio, Bruno Grassi ainda jogou alguns jogos no Campeonato Brasileiro, quando o time titular do Grêmio foi poupado para outras competições.

### Criciúma
No dia 25 de dezembro de 2018, é anunciado como reforço do Criciúma.
CSA
No dia 13 de dezembro de 2019, é anunciado como reforço do CSA.

## Títulos
Grêmio
- Copa do Brasil: 2016
- Copa Libertadores: 2017
- Recopa Sul-Americana: 2018
- Campeonato Gaúcho: 2018